# Omar Mendoza (wielrenner)
Omar Alberto Mendoza Cardona (Lejanías, 25 november 1989) is een Colombiaans voormalig wielrenner en huidig ploegleider van Petrolike.

## Carrière
In 2014 werd Mendoza, achter Pedro Herrera, tweede op het nationale kampioenschap tijdrijden. Drie jaar later behaalde hij zijn eerste profzege toen hij in de tweede etappe van de Ronde van Cova da Beira solo als eerste over de finish kwam.

## Overwinningen
2015
Eindklassement Clásico RCN
2017
2e etappe Ronde van Cova da Beira

## Ploegen
- 2012 –  Movistar Team
- 2015 –  Movistar Team
- 2016 –  Movistar Team
- 2017 –  Equipo Bolivia (tot 30-6)
- 2017 –  Bicicletas Strongman (vanaf 31-7)
- 2018 –  Medellín
- 2019 –  Manzana Postobon (t.m. 24 mei)
- 2019 –  Coldeportes Bicicletas Strongman (v.a. 1 juni)
- 2020 –  Colombia Tierra de Atletas-GW Bicicletas
- 2022 –  Colombia Tierra de Atletas-GW Bicicletas
- 2023 –  Colombia Tierra de Atletas-GW Bicicletas
- 2024 –  Petrolike

Acosta · Angarita · Ariza · Becerra · Caicedo · Cala · Calderón · Castro · Gómez · González · Mendoza · Millán · Muñoz · Rozo · Sánchez · Sastoque · Tamayo
Caicedo · Chalapud · Mendoza · Montoya · Oyola · Paredes · Roldán · Sevilla · Vargas